# Johann Friedrich Hohenberger
Johann Friedrich Hohenberger auch John Friedrich (* 7. September 1950 in München; † 27. Juli 1991 in Sale, Victoria, Australien) war Bauunternehmer in Deutschland und Australien, Sicherheitsingenieur und Direktor der halbstaatlichen Verkehrssicherheitswacht National Safety Council of Australia im australischen Bundesstaat Victoria und galt seit einem Betrugsskandal 1989 als einer der größten Hochstapler in der Geschichte des Kontinents.

## Herkunft
Hohenberger wurde in München als der jüngere von zwei Söhnen des Textilfabrikanten Johann Christian Hohenberger (1915–1996) und dessen Ehefrau Elisabeth Sophie Christina geboren. Er arbeitete zunächst als Subunternehmer für die Münchener Niederlassung des Regensburger Straßen- und Teerbau-Unternehmens STRATEBAU, wo er im Dezember 1974 wegen einer Unterschlagung in Höhe von 300.000 DM auffiel. Er soll Aufträge für Straßen zu abgelegenen Höfen und Almen betrügerisch abgerechnet haben, die angeblichen Bauarbeiten fanden nie statt. Als die Luftbuchungen entdeckt wurden und die Polizei nach ihm fahndete, war Hohenberger gerade im Skiurlaub in Italien. Offenbar gewarnt, verließ er seine Unterkunft und kehrte nicht mehr zurück. Es hieß, er sei beim Skifahren gestorben – ein Gerücht, das sich zu bestätigen schien, als ein Jahr später sein Gepäck aufgefunden wurde. Inoffiziell wurde eine Selbsttötung vermutet, wenngleich die deutschen Sicherheitsbehörden nach Hohenbergers Verschwinden skeptisch blieben.

## Flucht nach Australien
Am 20. Januar 1975 kam ein Mann, der sich Friedrich Johann Hohenberger nannte, vom neuseeländischen Auckland aus in Melbourne an. Sein Ticket war für einen Weiterflug nach London ausgestellt, die Reise wurde nach den Daten der Fluggesellschaft auch angetreten, doch wird angenommen, dass Hohenberger damals tatsächlich in Australien blieb. Im März desselben Jahres fand er Anstellung in der abgelegenen Gemeinde Pukatja (vormals Ernabella), die vorwiegend von Aborigines bewohnt war. Hohenberger nannte sich fortan John Friedrich und behauptete, 1945 in Mount Davies/Südaustralien geboren worden zu sein. Bei seiner Arbeit soll er großes organisatorisches Geschick gezeigt haben, aber auch als Kontrollfanatiker aufgefallen sein. Am 10. Februar 1976 heiratete er die Krankenschwester Shirley Kay Manning in der presbyterianischen St.-David-Kirche in Sydney.

## Aufstieg in der Australischen Sicherheitswacht
1977 bewarb sich Hohenberger mit gefälschten Papieren beim National Safety Council of Australia, einer privaten, öffentlich-rechtlichen Einrichtung zur Unfallvermeidung in Verkehr und Gewerbe. Zwar gab es diese Einrichtung seit 1927, sie war in der Öffentlichkeit damals aber weitgehend unbekannt. Er begann als Sicherheitsingenieur, stieg mit seinen geradezu „hypnotischen“ Fähigkeiten und einem guten Gespür im Umgang mit der Bürokratie allerdings schnell (1982) zum Direktor des Verbands im Bereich des Bundesstaats Victoria auf und kam auf ein Jahresgehalt von 130 000 australischen Dollar (AU$). Gleichwohl soll er auf seinem Anwesen bei Seaton in der Nähe der Verbandszentrale in West Sale/Gippsland nicht durch einen ungewöhnlichen Lebenswandel aufgefallen sein.
Mit seinem beeindruckenden schwarzen Bart und seiner athletischen äußeren Erscheinung verschaffte sich Hohenberger Respekt und wusste sich bei seinen Kollegen beliebt zu machen. Fleißig und ehrgeizig, machte er aus der ursprünglich bescheidenen Sicherheitswacht einen immer größeren Betrieb mit angebundener Forschungs- und Rettungsstelle. Motiv dafür waren neben seinem übersteigerten Geltungsbedürfnis möglicherweise die großen Buschfeuer in Australien 1980 und 1983, die allein in Victoria 47 Menschen das Leben kosteten. Um die Investitionen zu finanzieren, nahm er bei Banken Kredite in Höhe von mehreren hundert Millionen AU$ auf, ohne dafür nennenswerte Sicherheiten zu bieten. So soll er auf Nachfragen leere Kisten mit vermeintlich teuren Ausrüstungsgegenständen präsentiert haben.
Paramilitärisch organisiert, leistete sich Hohenbergers Verband eine Hubschrauber-Flotte, kleinere Flugzeuge, ein 42 Meter langes Flaggschiff, ein Mini-U-Boot, Dekompressionskammern und einen Infrarot-Scanner. Trainer richteten Brieftauben für Rettungsmaßnahmen ab und wollten Hunde per Fallschirm abwerfen, um in abgelegenen Gegenden nach Vermissten zu suchen. Auf eine Fallschirmtruppe soll Hohenberger besonders stolz gewesen sein. Dermaßen ausgestattet, fand die Einrichtung den Beifall von Politikern und durfte sogar Aufträge für das Verteidigungsministerium übernehmen. Die Zahl der Beschäftigten wuchs von rund 100 im Jahr 1984 auf 450 im Jahr 1989. Zu den Prestige-Projekten von Hohenberger gehörte eine nie realisierte Test-Anlage mit Wind- und Strömungskanal, die neun Millionen AU$ kosten sollte. Da zunehmend Geschäftsbeziehungen mit dem Ausland entstanden, schickte Hohenberger Vertrauenspersonen auf die nötigen Dienstreisen – er selbst scheute sich und fürchtete beim Vorzeigen seines Passes aufzufliegen. 1988 erhielt er die Australische Verdienstmedaille OAM (Medal of the Order of Australia), eine Verleihung, die im Nachhinein für Schlagzeilen sorgte, hatte Hohenberger doch weder gültige Papiere noch eine unstrittige Identität.

## Skandal wegen Hochstapelei und Betrug
Der Aufsichtsratsvorsitzende des National Safety Council of Australia, Max Eise, erkundigte sich nach Überprüfung der Geschäftsbücher im März 1989 bei Hohenberger nach offensichtlichen Ungereimtheiten. Hohenberger flüchtete und wurde quer durch Australien gesucht, was enorme Medienaufmerksamkeit auslöste. 16 Tage später griff ihn die Polizei nahe Perth auf. Bis dahin hatte der für den Staat Victoria zuständige Landesverband des National Safety Council of Australia Schulden von etwa 250 Millionen AU$ angehäuft, wobei die Staatsbank von Victoria mit einem Kredit von über 100 Millionen größter Gläubiger war. Sofort kamen Gerüchte auf, John Friedrich sei CIA-Agent, Waffen-, Drogenhändler oder auch Geldwäscher gewesen. Er selbst äußerte sich dazu in seiner posthum veröffentlichten Autobiografie Codename Iago: The Story of John Friedrich 1991 vieldeutig bis ausweichend. So wollte er vor 1975 für die CIA gegen „Linksextremisten“ gekämpft haben, vermutlich nur eine von zahlreichen Lügen. Möglicherweise hatte Hohenberger wegen der umfangreichen Sicherheitstechnik, die er verwaltete, Kontakt zu Geheimdiensten, soll aber nie ein Mitarbeiter gewesen sein.
Nach seiner Auslieferung an den Bundesstaat Victoria (Melbourne) verbrachte Hohenberger zunächst sechs Wochen im Gefängnis, bevor er im Mai 1989 gegen Kaution auf freien Fuß gesetzt wurde. Im Dezember beantragte er ein permanentes Aufenthaltsrecht in Australien, das aber wegen des schwebenden Betrugsverfahrens abgelehnt wurde. In der Folge machte er zahlreiche Aussagen vor Gericht, etwa vor dem Supreme Court bei der Abwicklung des insolventen National Safety Council of Australia. Am 23. Juli 1991 stellte er sich seinem Strafverfahren mit insgesamt 91 Anklagepunkten und einer von der Staatsanwaltschaft behaupteten Schadenssumme von insgesamt 293 Millionen AU$. Drei Tage später beging Hohenberger aus Angst vor einer Abschiebung Selbstmord. Er hinterließ neben seiner Frau eine Tochter und zwei Söhne. Die Leiche wurde eingeäschert.

## Ursachen und Folgen
Ursachen des Betrugsskandals waren mangelnde staatliche Kontrolle und überaus nachlässige Kreditvergaben der Banken. So schrieb Hohenberger, er habe sich nie um Geld bemühen müssen, die Banken hätten es ihm geradezu „aufgedrängt“. Ohne die „visionäre“, so überzeugende wie kriminelle Persönlichkeit Hohenbergers wären jedoch niemals die Dimensionen erreicht worden, die schließlich offenbar wurden. Kurz vor seinem Tod soll er eine weitere, groß angelegte Hochstapelei mit Immobiliengeschäften in Queensland geplant haben. Persönlich profitierte Hohenberger allerdings wenig von seinen Machenschaften. Offenbar ging es ihm mehr um die Befriedigung seines krankhaften Geltungsdrangs.